# Legumes of Bahia
Legumes of Bahia (abreviado Legumes Bahia) es un libro con ilustraciones y descripciones botánicas que fue escrito por el botánico británico Gwilym Peter Lewis y publicado por el Real jardín botánico de Kew en el año 1987.